# Convento de Santa Clara (Villacastín)
El Convento de Santa Clara es un convento que se encuentra en el municipio segoviano de Villacastín, España.
El convento empezó a construirse el 1 de enero de 1621 a cargo de los Condes de Molina de Herrera, Don Pedro Mexía de Tovar y Doña Clara de Paz, y Juan Pedraza. Los encargados del trazado y la ejecución de la obra fueron Pedro de Pedrosa y Andrés Merinero. Finalmente el 4 de diciembre de 1632 el convento fue ocupado por monjas franciscanas Clarisas.

## Descripción[3]
La edificación forma un extenso bloque, rodeado de calles y con las entradas del este. El convento estaba hecho de grandes celdas y habitaciones, un patio central y una huerta con unos metros acotados usados como cementerio. 
Recientemente se han realizado varias reformas en el interior del convento como: suprimir pasillos y dependencias innecesarias, adaptar y rejuvenecer las celdas, sala de estar, cocina, enfermería, locutorios y también se ha vuelto más funcional el viejo caserón. Lo mismo ha sucedido con la iglesia: han quitado el balcón reservado a los patronos  y han abierto una ventana junto al presbiterio, la cual corresponde con una pequeña sala en la que las monjas pueden estar más cerca del altar, oír la misa y comulgar. También se ha colocado el altar cara al pueblo. 
El altar es presidido por un lienzo de Santa Clara y San Francisco, enmarcado en un retablo del renacimiento. Hay a la izquierda y la derecha otros altares: el de la Virgen de las Flores y el de San Antonio respectivamente, ambos fueron cedidos por la Condesa de Campo Alange en 1777. A los pies del templo hay un Cristo Crucificado que destaca sobre las baldosas rojas. 
En el arranque de la bóveda de medio cañón con lunetos se encuentran inscritas en una cornisa las clausuras fundacionales. En las pechinas de la bóveda esférica se ven representaciones de San Francisco, Santa Clara, San Antonio y San Buenaventura. En el arco triunfal se encuentra triplicado el escudo del Conde de Molina de Herrera.
Sobre la entrada de la iglesia se encuentra una imagen de Santa Clara y dos escudos pertenecientes a los fundadores don Pedro y don Juan. 

## Curiosidades
Algunos enterramientos se hicieron a pie de los altares secundarios aunque sin inscripción. Sin embargo, en la cripta bajo el altar mayor se conservan los restos de la familia Mexía de Tovar (don Pedro, su segunda esposa, su hija, su nuera y sus dos nietos). El otro fundador, Juan de Pedraza, recibió sepultura en la iglesia parroquial, así como su hermana Isabel y su sobrina Elvira de Tovar.

## En la actualidad[5]
El convento en la actualidad sigue ocupado por monjas Clarisas las cuales se preocupan de las tareas para su sustento. Así mantuvieron durante años un parvulario y una escuela. En 2011 se iniciaron en el arte de la repostería con la ayuda de las Clarisas de Villarubia de los Ojos, Ciudad Real. Actualmente, venden sus productos en propio convento. 